# Armintza
Armintza est un quartier de Lemoiz, dans la province de Biscaye, dans la communauté autonome du Pays basque en Espagne.

## Géographie
Armintza est située dans une crique naturelle protégée par la pinte de Kauko et Gaztelu Peñón. Sur ce dernier, un fort avec une petite batterie de canons a été construit au XVIIIe siècle dans le cadre du plan de défense côtière du Seigneurie de Biscaye, qui a disparu dans le premier tiers du XIXe siècle. 
Cette crique servait autrefois de refuge aux bateaux lors des tempêtes et depuis au moins le XIIIe siècle, c'est un petit village de pêcheurs. À l'heure actuelle, la pêche est une activité pratiquement marginale; Armintza a été promue comme une ville résidentielle et récréative. C'est actuellement la population principale de la commune, avec environ 600 habitants.